# Narita Takaki
Narita Takaki (sinh ngày 5 tháng 4 năm 1977) là một cầu thủ bóng đá người Nhật Bản.

## Sự nghiệp câu lạc bộ
Narita Takaki đã từng chơi cho Blaze Kumamoto, Tokyo Verdy, Yokohama FC, Arte Takasaki, FC Gifu và MIE Rampole.